# Lucius Junius Caesennius Paetus (consul suffect)
 (novembre 2019).
Si vous disposez d'ouvrages ou d'articles de référence ou si vous connaissez des sites web de qualité traitant du thème abordé ici, merci de compléter l'article en donnant les références utiles à sa vérifiabilité et en les liant à la section « Notes et références ».
Lucius Junius Caesennius Paetus (fl. 79-93/94) est un homme politique de l'Empire romain.

## Famille
Il est le fils de Lucius Junius Caesennius Paetus et de sa femme Flavia.
Il est le père de Lucius Junius Caesennius Paetus, marié avec Arria Antonina, fille de Gnaeus Arrius Antoninus et de sa femme Plotia Isaurica. Leur fils est peut-être Lucius Caesennius Antoninus.

## Carrière
Il est consul suffect de mars à juin 79 et proconsul d'Asie en 93/94.